# Menina dos Olhos Tristes (EP de José Afonso)
Menina dos Olhos Tristes é um EP de José Afonso, lançado em 1971: a partir do LP Contos Velhos, Rumos Novos e do single "Menina dos Olhos Tristes", lançados em 1969.

## Faixas
| N.º | Título                     | Compositor(es)      | Duração |  |
| 1.  | "Menina dos Olhos Tristes" | José Afonso         |         |  |
| 2.  | "Deus te Salve Rosa"       | Popular/José Afonso |         |  |
| 3.  | "Canta Camarada"           | Popular/José Afonso |         |  |
| 4.  | "Lá Vai Jeremias"          | José Afonso         |         |  |